# MTM (dúo)
MTM es un dúo de cantates portugueses formado por Marco Quelhas y Tony Jackson, que participaron en el Festival de la Canción de Eurovisión 2001. El nombre del grupo significa Marco, Tony y Música.

## Festival de Eurovisión
En 2001, el grupo MTM, formado por Marco Quelhas y Tony Jackson vencieron en el 38.º Festival RTP da Canção con "Só sei ser feliz assim", con letra y música de Marco Quelhas. El Festival realizó en Santa Maria da Feira, y retransmitido por la RTP algunos días después, debido a la tragedia del puente de Entre-os-Rios, situado en Eja, que causó 70 muertes. Su actuación en el Festival de la Canción de Eurovisión 2001, celebrado en Copenhague, se saldó con la 17.ª posición.

## Miembros

### Marco Quelhas
En 1989, Marco Quelhas regresó a Portugal tras haber estado en el extranjero durante 15 años. Formó la banda Karamuru que grabó dos discos y que cabaron en 2.º lugar no Festival RTP da Canção de 1990 con "Essência da Vida".
En 1993, Marco fue uno de los coautores del tema "A Cidade (até ser dia)" con la que Anabela, representó a Portugal en el Festival de la Canción de Eurovisión 1993. 

### Tony Jackson
Tony Jackson nació en Angola, se traslacó a Portugal para estudiar medicina.